# 吴春苗
吴春苗（1984年—），出生于青岛市即墨区华山镇西桥头村，前中国女子视障田径运动员。
十岁时，她因青光眼而双目失明，被划分为B1级(11级)运动员。2008年夏季残奥会火炬接力中，她作为青岛站首棒火炬手。
2008年夏季殘奧會開幕式中，她代表运动员上台宣誓。